# メンフィス・グリズリーズ
メンフィス・グリズリーズ（Memphis Grizzlies）は、アメリカ合衆国テネシー州メンフィスに本拠を置く全米プロバスケットボール協会 (NBA) のチーム。ウェスタン・カンファレンス、サウスウェスト・ディビジョン所属。元々はカナダのブリティッシュコロンビア州バンクーバーに本拠地を置いており、チーム名はその時の名残である。北米4大プロスポーツリーグ中、メンフィスを本拠とするチームはグリズリーズのみである。ちなみに現在のグリズリーズのロゴを考案したのは、現在のNBAロゴのシルエットになっているジェリー・ウェストである。

## 歴史

### バンクーバー・グリズリーズ
グリズリーズは、1995年にバンクーバー・グリズリーズとしてカナダのブリティッシュコロンビア州バンクーバーで設立された。同年には同じくカナダに本拠を置くトロント・ラプターズもリーグ入りしており、両チームの発足によりNBAは念願だったカナダ進出を実現させた。拡張ドラフトではグレッグ・アンソニー、ブルー・エドワーズらベテランを中心に指名し、チーム初のドラフトではブライアント・リーヴスを指名した。
初期のグリズリーズを率いたのはシャリーフ・アブドゥル＝ラヒムやマイク・ビビーなどの若手選手だったが、勝ち数は20以下、負けは60試合以上という苦しいシーズンが続いた。
1998年にはNBAの選手とオーナー側による労使交渉が決着せず、ロックアウトが発生した。そのためシーズンが翌年2月に開幕するという異常事態となり、グリズリーズ戦を訪れる観客が大きく減少した。これがのちにグリズリーズが移転する原因となった。
同1999年にドラフト2位でグリズリーズが指名したスティーブ・フランシスは、「カナダのことは全然知らない」という理由で入団を拒否し、3チームが関係するトレードを引き起こした。これによりフランシス本人が批判を受けたのみならず、新人にチーム入りを拒まれたグリズリーズの評判も傷つけられた。
2000年、グリズリーズの所有者だったオーカベイ社は、依然として興業が振るわなかったチームを実業家のマイケル・ハイズリーに売却。2000-01シーズン中、チーム移転を検討していたハイズリーはNBAにテネシー州メンフィスへの移転を申請し、了承された。こうして2001年からチームはメンフィス・グリズリーズとなった。

### メンフィス・グリズリーズ
メンフィス初年度の2001-02シーズンに先立ち、グリズリーズはアブドゥル＝ラヒム、ビビーをトレードに出し、パウ・ガソル、シェーン・バティエを

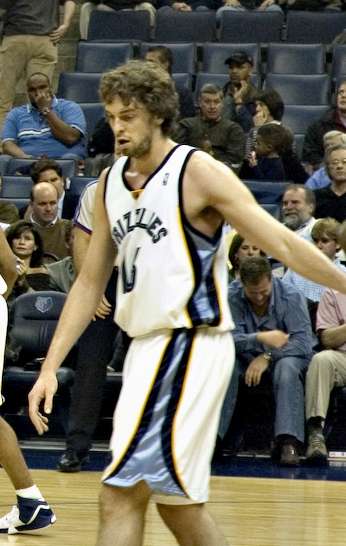
パウ・ガソル

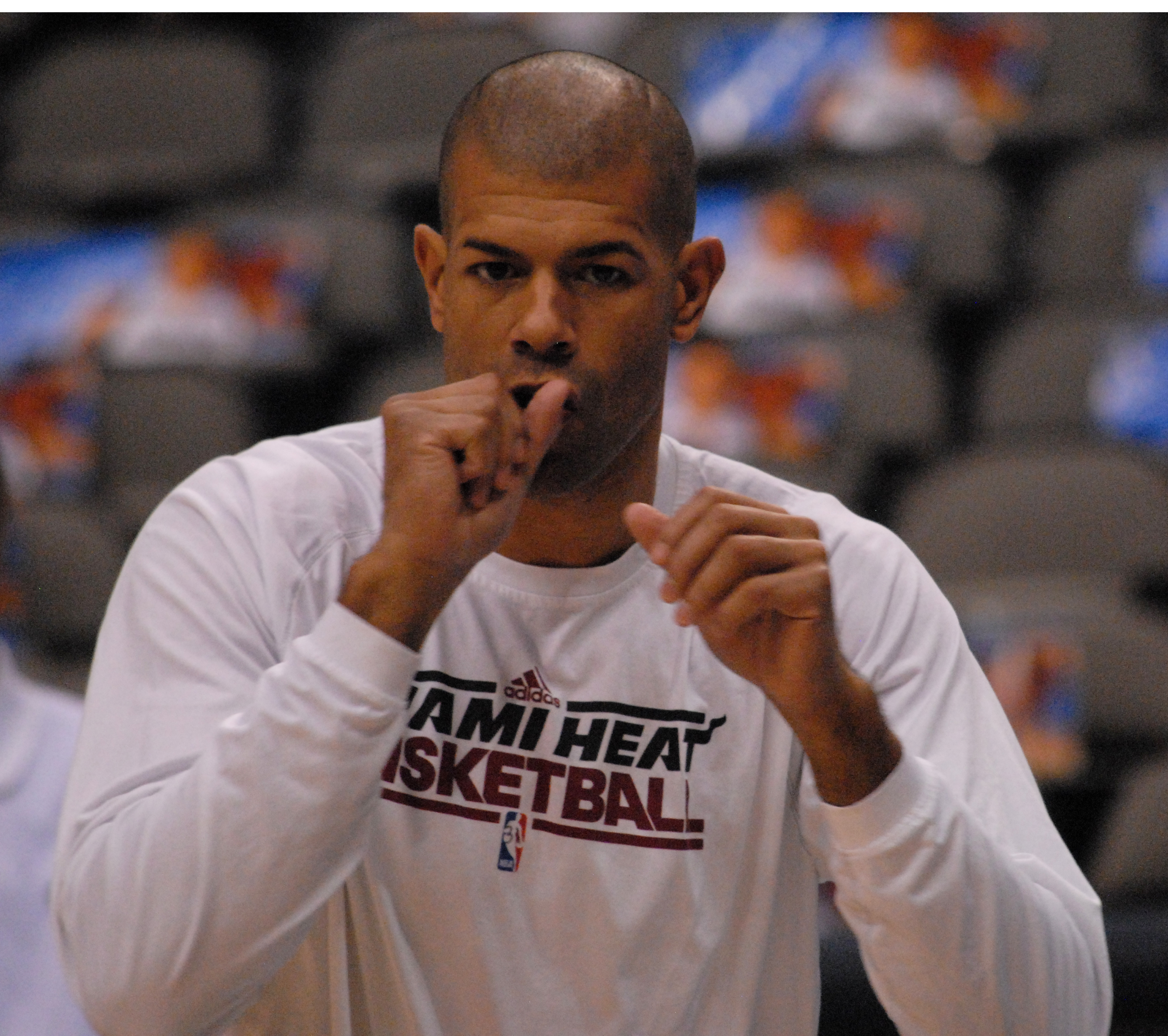
シェーン・バティエ

ドラフトで、ジェイソン・ウィリアムスをトレードで獲得し開幕に備えた。
- 2001-01シーズンは、フランチャイズを移しても、23勝59敗とチーム成績は伸びなかったが、ガソルは新人王を受賞した。

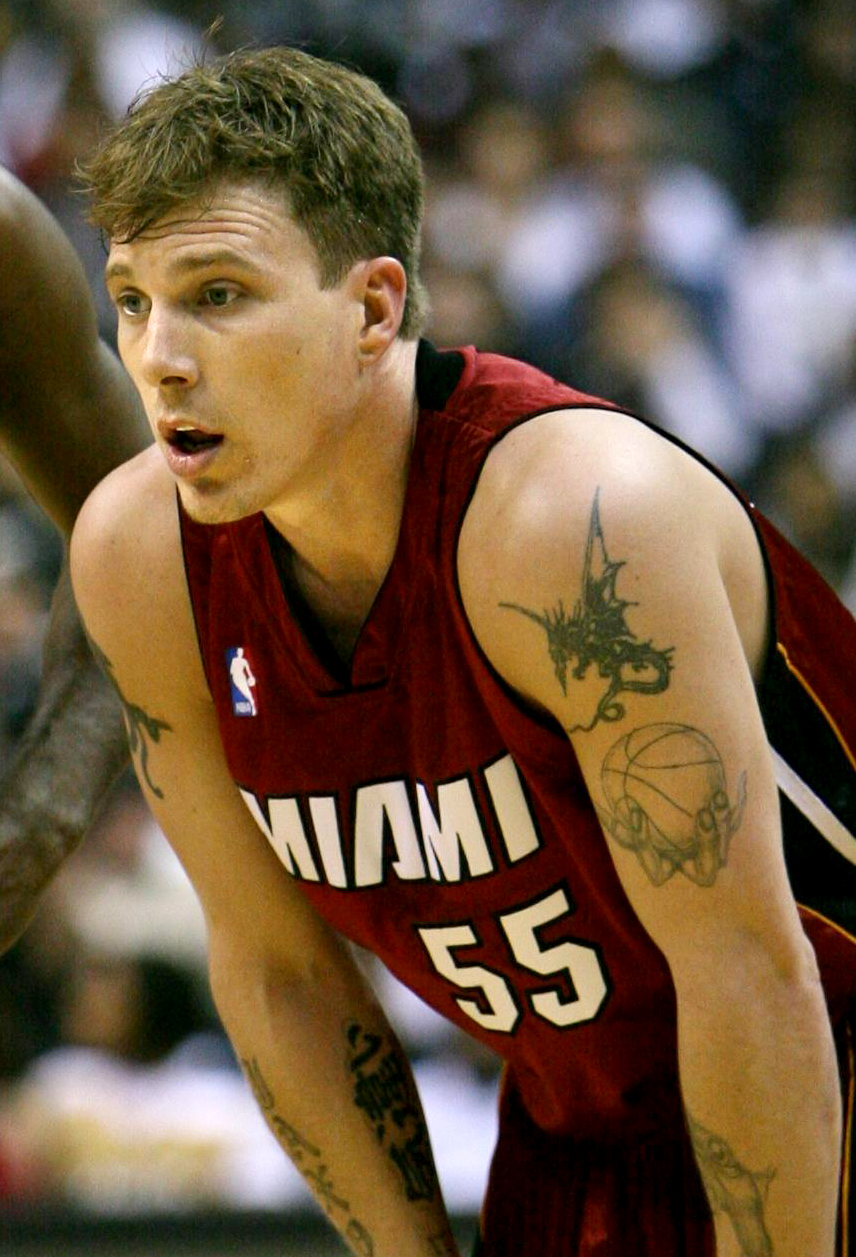
ジェイソン・ウィリアムス

2002年、ロサンゼルス・レイカーズのフロントで7度の優勝に貢献したジェリー・ウェストがチームのゼネラルマネージャーに就くと、状況は好転し始めた。
- 2002-03シーズンは、途中、マイク・ミラーをトレードで獲得し、ヒュービー・ブラウンを監督に据え、28勝54敗と初めて勝率3割を超えた。

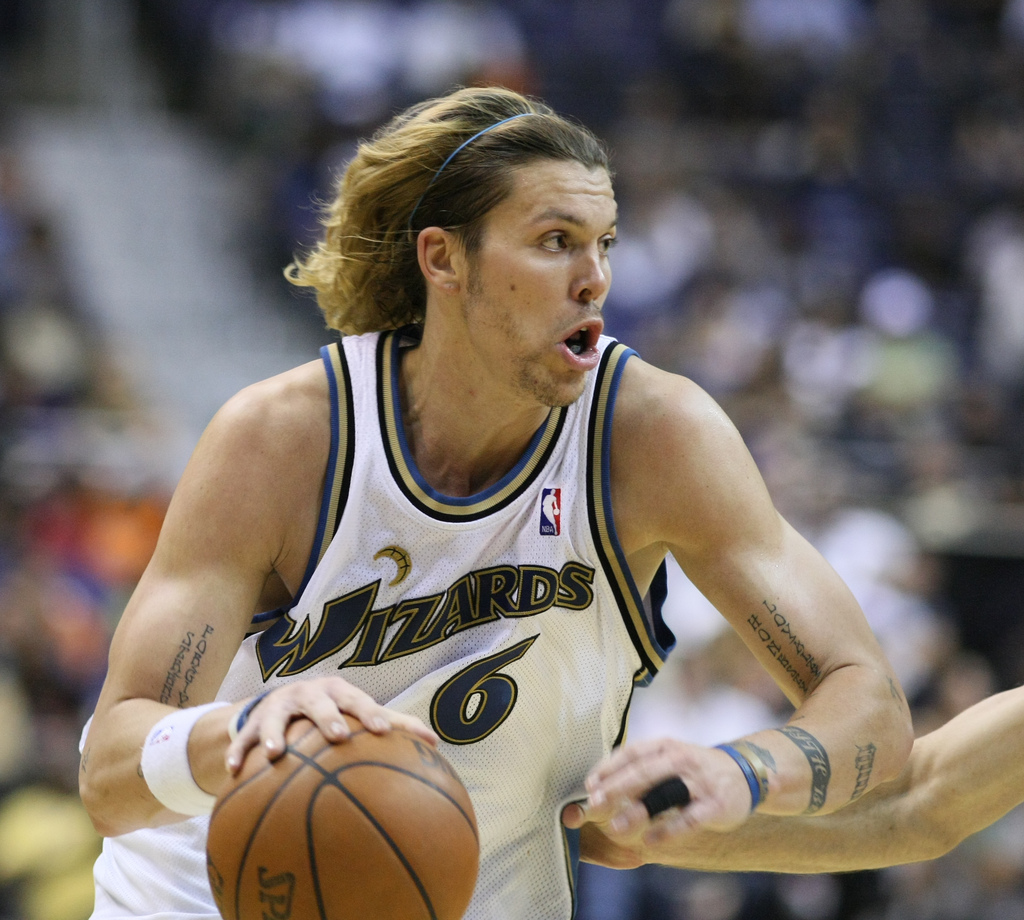
マイク・ミラー

- 2003-04シーズンには躍進し、50勝32敗に達した。ブラウンは最優秀監督賞を受賞し、ウェストは最も優れた人事を行った選手人事責任者に贈られるNBA最優秀役員賞を受賞した。またこのシーズンにはチーム史上初のプレーオフ出場を果たした。
- 2004-05シーズン前にディビジョンの再編が行われ、これまでのミッドウェストディビジョンがなくなり、当時、サンアントニオ・スパーズ、ダラス・マーベリックス、ニューオリンズ・ホーネッツなどプレーオフ常連の強豪が犇めくサウスウェスト・ディビジョンに組み込まれることとなった。シーズン序盤にブラウン監督が辞任し、代わってマイク・フラテロが監督を引き継いだ。このシーズンは45勝37敗と勝ち越しプレーオフに出場したが、フェニックス・サンズに1stラウンドでスイープされ、またも勝利のないまま敗退した。
- 2005-06シーズンもグリズリーズは49勝33敗と勝ち越しプレーオフに出場したが、3年連続で1勝も挙げられず、ダラス・マーベリックスにスイープされ、1stラウンドで敗退した。
- 2006-07シーズンは、積極的にトレードを行い、バティエと交換で新人ルディ・ゲイと2年前まで在籍したストロマイル・スウィフトを獲得した。しかし、このシーズンはガソルの長期欠場の影響で、開幕から大きく出遅れフラテロ監督は解任、後任にトニー・バローネを充てるも、低迷から脱せず、22勝60敗と大きく負け越し、4年連続のプレイオフ進出を逃した。

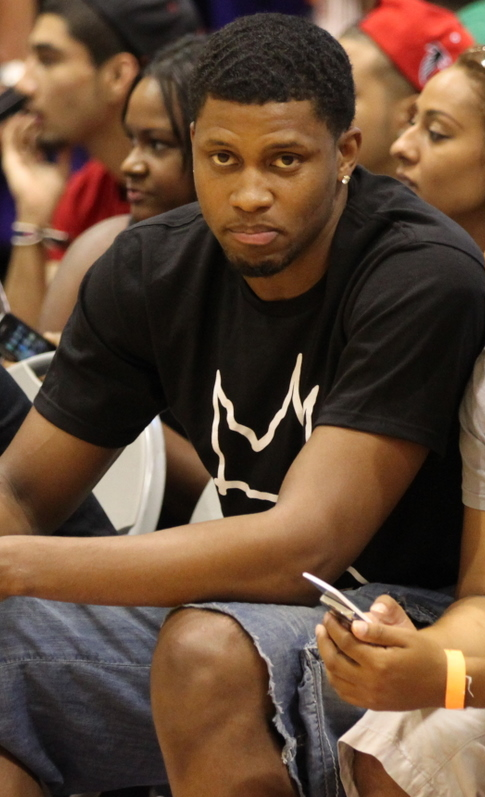
ルディ・ゲイ

- 2007-08シーズンも、チームの不調は続き、2008年シーズン途中の2月に主力選手パウ・ガソルと交換で、クワミ・ブラウン、ジャバリス・クリッテントン、さらにドラフト指名権との大型トレードがロサンゼルス・レイカーズとの間で成立して話題を呼んだが、昨年と同じ60敗を喫し、シーズンを終えた。
- 2008-09シーズンは、2006年ドラフト8位のルディ・ゲイ、2007年ドラフト4位のマイク・コンリーが順調に育ち、2007年ドラフト2巡目48位で獲得していたパウの弟であるマルク・ガソルと、更に2008年ドラフト3位のO・J・メイヨがチームに加わり、将来性を感じさせる働きをしたものの、発展途上であるチームの低調は続き、58敗でシーズンを終えた。

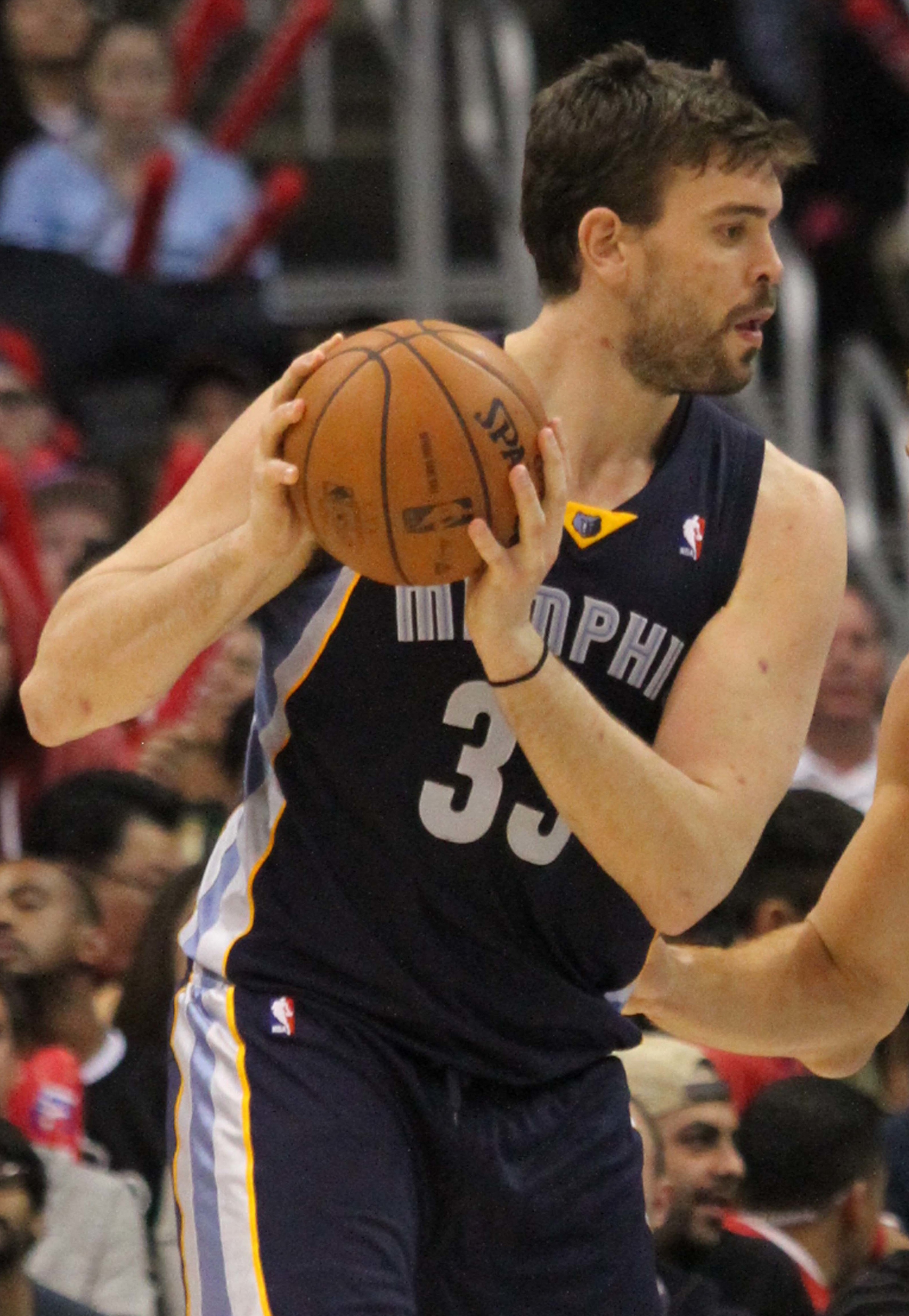
マルク・ガソル

- 2009-10シーズンは、ライオネル・ホリンズのヘッドコーチ就任とザック・ランドルフの加入と若手の成長とが重なり、低迷状態を続けていたチームが躍進を遂げる。40勝42敗で、プレーオフ進出はならなかったが、チーム状態は改善した。
- 2010-2011シーズンは、46勝36敗とついにレギュラーシーズンを勝ち越しで終え、プレーオフへと進んだ。プレーオフのファーストラウンドでは、第8シードであったグリズリーズは第1シードであったサンアントニオ・スパーズを破るという快挙を成し遂げチーム史上初のプレイオフ・セカンドラウンドに駒を進めた。しかしセカンドラウンドではケビン・デュラント擁するオクラホマシティ・サンダーに3勝4敗で健闘はしたが敗れた。

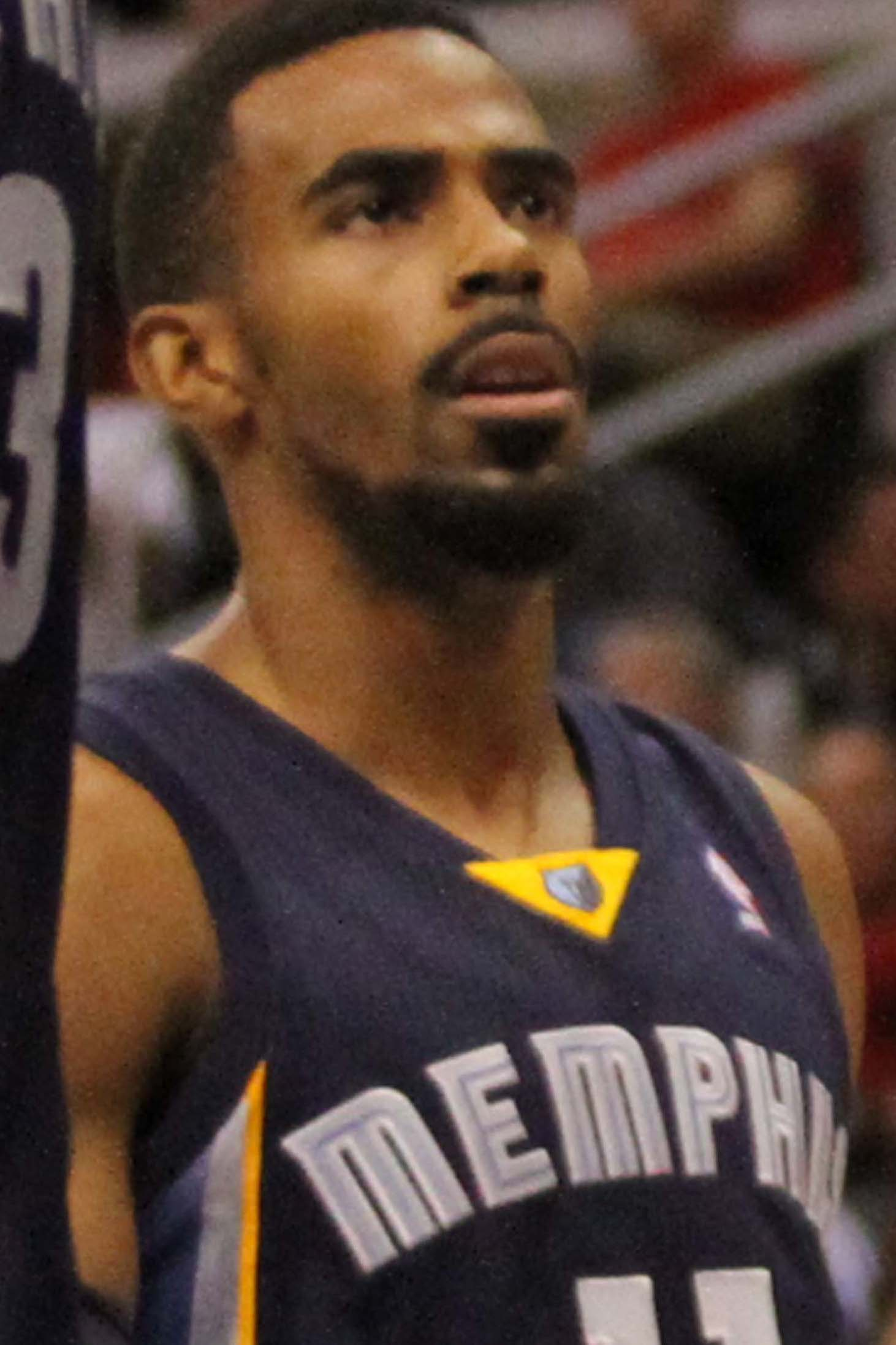
マイク・コンリー

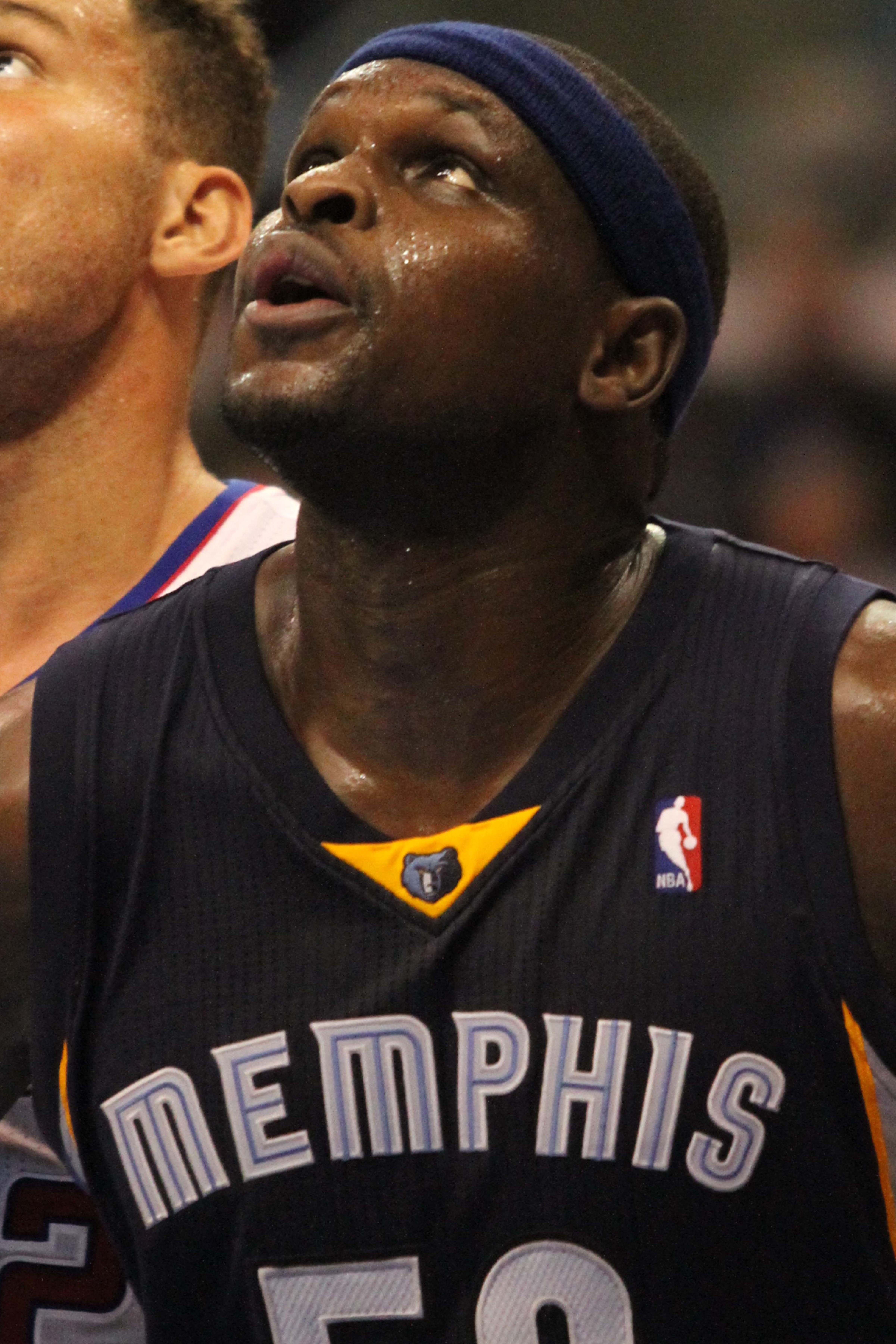
ザック・ランドルフ

2012年6月に3億5,000万ドルでロバート・ベラを中心とし、アンファニー・ハーダウェイ、ジャスティン・ティンバーレイク、ペイトン・マニングの妻などが加わったグループがチームを買収している。
- 2011-12シーズンは、41勝25敗でロックアウトによる短縮されたシーズンを乗り切り、プレーオフにチーム初の第4シードで臨んだが、第1回戦で、クリス・ポール、ブレイク・グリフィンらのロサンゼルス・クリッパーズに接戦の末、敗れている。
- 2012-2013シーズンでは、開幕早々に8連勝を記録するなど、マルク・ガソルとザック・ランドルフの強力なインサイドと強固なディフェンスを武器に、好調であったが、サラリーの問題からルディ・ゲイをトレードで放出するなど選手の入れ替わりが激しい時期があった。プレーオフにはウェスト5位の成績で出場、ファーストラウンドでは去年対戦して敗れたクリッパーズを相手にし、インサイドで圧倒的な強さを見せ2回戦進出を果たした。ここで待ち構えていたのは2010-11のプレーオフ2回戦においてに敗れたオクラホマシティ・サンダーだった。第1ゲームは終盤までリードしていたものの、ホームの声援を受けたデュラントに終了間際のショットを沈められ敗れた。しかし第2ゲームはマルク・ガソルとザック・ランドルフがインサイドにおいて、オフェンス、ディフェンス、リバウンド等全てでサンダーを圧倒。サンダーのインサイドでファウルトラブルに追い込む一方で、外のケビン・デュラントをディフェンスの上手いテイショーン・プリンスやトニー・アレンがきちんと止めた。メンフィスは、マイク・コンリーや控えのジェリッド・ベイレスやクインシー・ポンデクスターがきちんとショットを決め、4戦連続で勝利。チーム史上初のカンファレンスファイナルに駒を進めたが、サンアントニオ・スパーズによってスイープ負けを喫した。
- 2013-2014シーズンでは、西高東低のリーグ状態を反映したことや、前半戦でマルク・ガソルを怪我で欠いたこともあり、プレーオフ出場権争いは最後まで続いたが、50勝32敗の成績を残し第7シードを獲得し、1stラウンドはここ4年で3度目の対決となるオクラホマシティ・サンダーとの対戦となった。第7戦までもつれたが、ザック・ランドルフが最終戦をサスペンションによりプレーできなかったこともあり、敗退した。
- 2014-2015シーズンは、減量して新シーズンに挑んだというマルク・ガソルが、インサイドで獅子奮迅の活躍でチームを牽引。またリーグ屈指の強固さを誇る守備力を武器に、ゴールデンステート・ウォリアーズ、サンアントニオ・スパーズ、ヒューストン・ロケッツ、ダラス・マーベリックス、ポートランド・トレイルブレイザーズなどを相手に、激しいカンファレンス首位争いを展開。更に2015年1月12日には、ボストン・セルティックスからジェフ・グリーンを獲得し、攻撃力の強化も図った。最終的にはスパーズ、ロケッツと地区優勝を争う形になり、ロケッツに1勝及ばなかったが、55勝27敗の好成績で、第5シードを獲得。プレーオフは1stラウンドこそポートランド・トレイルブレイザーズを退けたものの、セミファイナルはゴールデンステート・ウォリアーズに2勝4敗で屈した。
- 2015-2016シーズンは、グリズリーズにとって苦難のシーズンとなる。シーズン中盤以降負傷者が続出。特にマルク・ガソルとマイク・コンリーはシーズン全休を強いられ、チーム力は大幅に低下。結局2010-2011シーズン以降最低の42勝40敗で終了。プレーオフ出場権を獲得するに止まり、プレーオフではサンアントニオ・スパーズに0勝4敗で一蹴され、デビッド・イェイガーヘッドコーチは解任された。
- 2016-2017シーズンは、新ヘッドコーチにデビッド・フィッツデールを迎えて再スタート。フィッツデールはザック・ランドルフのシックスマン起用など、大胆な改革を施す。一方、得点力不足解消のために獲得したチャンドラー・パーソンズは、シーズン通して膝の負傷に苦しみ戦力になれず、誤算が続いたものの、マルク・ガソルの完全復活もあり、43勝39敗で7年連続プレーオフ出場を達成した。プレーオフ1stラウンドは前年と同じくサンアントニオ・スパーズとの対決。グリズリーズは第3戦に勝利し、2013年から続いていた対スパーズ戦のプレーオフでの連敗を10で止めたものの力及ばず、2勝4敗で屈した。
- 2017-2018シーズンは、ザック・ランドルフ、トニー・アレン、ヴィンス・カーターといったベテラン勢を放出したことで、戦力ダウンが危惧されたが、ガソルとコンリーが揃って自己最高のプレーでチームを牽引。更に新加入のタイリーク・エバンスのシックスマン起用や、2巡目ルーキーのディロン・ブルックスの抜擢も的中し、好スタートを切ったが徐々に失速し、最終的には22勝60敗と大きく低迷した。
- 2018-2019シーズンも低迷が続き、トレード期限直前に大黒柱のガソルをトロント・ラプターズへ、オフにはコンリーをユタ・ジャズへ放出し、再建へ舵を切った。なお、このシーズンからツーウェイ契約を結んだNBA史上2人目の日本人選手渡邊雄太が所属していた。

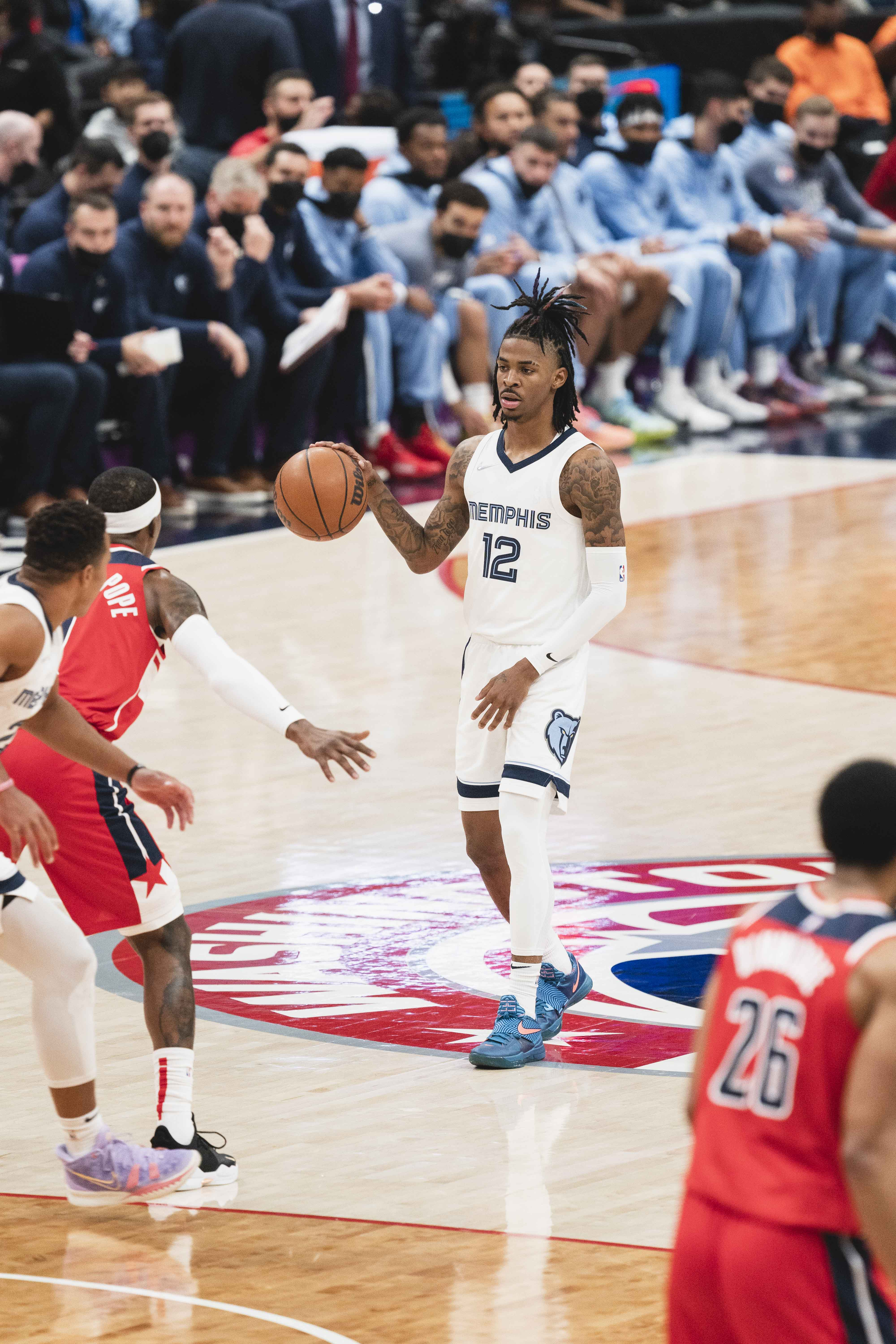
ジャ・モラント

- 2019年のドラフト抽選で2位指名権を引き当て、マレー州立大学のジャ・モラントを獲得。モラントを中心に再建を進めていくこととなった。また、新しくテイラー・ジェンキンスをヘッドコーチとして迎えた。
- 2019-2020シーズンではCOVID-19の影響でNBAのシーズンが一時中断された。また、レギュラーシーズンの残りの8試合をプレーするためグリズリーズはNBA バブルに招待された。(バブルには22チーム招待された。)このシーズン、ジャ・モラントやジャレン・ジャクソン・ジュニア、ディロン・ブルックス、ブランドン・クラークなど生え抜きの若手選手の活躍により、34勝39敗と前年から勝率をのばし、レギュラーシーズンをウェスタン・カンファレンス9位の成績で終えた。また、ポートランド・トレイル・ブレイザーズ(同8位)とのプレーイン・トーナメントも行われたが、2連敗を喫しプレイオフ進出できずシーズンを終えた。なお、同シーズンの新人王に平均17.8点、7.3アシストを残したジャ・モラントが総投票数100票中99票を獲得し選出された。また、NBAオールルーキーファーストチームにジャ・モラントとブランドン・クラークが選ばれた。
- 2020-2021シーズンもCOVID-19の影響で短縮されたシーズンとなったが、グリズリーズは38勝34敗と4年ぶりに勝率が5割以上となりウェスタン・カンファレンス9位で終えた。また、プレーイン・トーナメントではサンアントニオ・スパーズ(同10位)に100-96勝利し、続くゴールデンステート・ウォリアーズ(同8位)にも117-112で勝利し4年ぶりにプレイオフ進出を果たした。しかし、同シーズンにリーグトップの勝率を残した第1シードのユタ・ジャズ相手に第1戦こそ勝利したものの、その後4連敗を喫し1-4でファーストラウンド敗退となった。なお、同シーズンでは1巡目30位で指名されたデズモンド・ベインがNBAオールルーキーセカンドチームに選出された。
- 2021年12月2日のオクラホマシティ・サンダー戦では、リーグ記録となる73点差をつけて152-79の大勝を収めた[7]。
- 2022-23シーズンは51勝31敗、ウェスタン・カンファレンス2位でレギュラーシーズンを終えた。また、このシーズンにジャレン・ジャクソン・ジュニアは自身初となるNBA最優秀守備選手賞を受賞し、チームは怪我やコート外の問題も多々あったが、なんとかプレーオフ進出となった。しかし、プレーオフ第1回戦でロサンゼルス・レイカーズに第6戦の末に敗れた。
- 2023-2024シーズン開幕前に、トレードでマーカス・スマートを、FAでかつてシーズンMVPを受賞した経験のあるデリック・ローズを獲得し、トレードでディロン・ブルックスを放出した。しかし、シーズン開幕後は、2002-03シーズン以来最悪となる開幕0勝6敗を記録し、25試合出場停止処分を受けていたジャ・モラントは、復帰戦で決勝ブザービーターを沈めたものの、9試合後に負傷して残りのシーズンを全休した。さらに、スマートやローズ、デズモンド・ベインを含むチームの大半の選手の怪我が多発。それにより、1シーズンに33名の選手がグリズリーズで1試合以上プレーし、1シーズンにおけるチームの選手数のNBA記録を更新するほどであった[8][9]。結果的に、チームは27勝55敗でシーズンを終え、プレーオフ進出を逃した。
- 2024-2025シーズン開幕前、NBA史上4人目の日本人選手である河村勇輝とツーウェイ契約で合意した[10]。

## シーズンごとの成績
Note: 勝 = 勝利数, 敗 = 敗戦数, % = 勝率 
| シーズン                   | 勝  | 敗    | %    | プレーオフ                                                      | 結果                                                                                |
| -------------------------- | --- | ----- | ---- | --------------------------------------------------------------- | ----------------------------------------------------------------------------------- |
| バンクーバー・グリズリーズ |     |       |      |                                                                 |                                                                                     |
| 1995-96                    | 15  | 67    | .183 |                                                                 |                                                                                     |
| 1996-97                    | 14  | 68    | .171 |                                                                 |                                                                                     |
| 1997-98                    | 19  | 63    | .232 |                                                                 |                                                                                     |
| 1998-99                    | 8   | 42    | .160 |                                                                 |                                                                                     |
| 1999-2000                  | 22  | 60    | .268 |                                                                 |                                                                                     |
| 2000-01                    | 23  | 59    | .280 |                                                                 |                                                                                     |
| メンフィス・グリズリーズ   |     |       |      |                                                                 |                                                                                     |
| 2001-02                    | 23  | 59    | .280 |                                                                 |                                                                                     |
| 2002-03                    | 28  | 54    | .341 |                                                                 |                                                                                     |
| 2003-04                    | 50  | 32    | .610 | 1回戦敗退                                                       | スパーズ 4, グリズリーズ 0                                                          |
| 2004-05                    | 45  | 37    | .549 | 1回戦敗退                                                       | サンズ 4, グリズリーズ 0                                                            |
| 2005-06                    | 49  | 33    | .598 | 1回戦敗退                                                       | マーベリックス 4, グリズリーズ 0                                                    |
| 2006-07                    | 22  | 60    | .268 |                                                                 |                                                                                     |
| 2007-08                    | 22  | 60    | .268 |                                                                 |                                                                                     |
| 2008-09                    | 24  | 58    | .293 |                                                                 |                                                                                     |
| 2009-10                    | 40  | 42    | .488 |                                                                 |                                                                                     |
| 2010-11                    | 46  | 36    | .561 | 1回戦勝利 カンファレンス準決勝敗退                              | グリズリーズ 4, スパーズ 2 サンダー 4, グリズリーズ 3                               |
| 2011-12                    | 41  | 25    | .621 | 1回戦敗退                                                       | クリッパーズ 4, グリズリーズ 3                                                      |
| 2012-13                    | 56  | 26    | .683 | 1回戦勝利 カンファレンス準決勝勝利 カンファレンスファイナル敗退 | グリズリーズ 4,クリッパーズ 2 グリズリーズ 4, サンダー 1 スパーズ 4, グリズリーズ 0 |
| 2013-14                    | 50  | 32    | .610 | 1回戦敗退                                                       | サンダー 4, グリズリーズ 3                                                          |
| 2014–15                    | 55  | 27    | .671 | 1回戦勝利 カンファレンス準決勝敗退                              | グリズリーズ 4,トレイルブレイザーズ 2 ウォリアーズ 4, グリズリーズ2                 |
| 2015–16                    | 42  | 40    | .512 | 1回戦敗退                                                       | スパーズ 4, グリズリーズ 0                                                          |
| 2016–17                    | 43  | 39    | .524 | 1回戦敗退                                                       | スパーズ 4, グリズリーズ 2                                                          |
| 2017–18                    | 22  | 60    | .268 |                                                                 |                                                                                     |
| 2018–19                    | 33  | 49    | .402 |                                                                 |                                                                                     |
| 2019–20                    | 34  | 39    | .466 |                                                                 |                                                                                     |
| 2020–21                    | 38  | 34    | .528 | 1回戦敗退                                                       | ジャズ 4, グリズリーズ 1                                                            |
| 2021–22                    | 56  | 26    | .683 | 1回戦勝利 カンファレンス準決勝敗退                              | グリズリーズ 4, ティンバーウルブズ 2 グリズリーズ 2, ウォリアーズ 4                 |
| 2022–23                    | 51  | 31    | .622 | 1回戦敗退                                                       | レイカーズ 4, グリズリーズ 2                                                        |
| 2023–24                    | 27  | 55    | .329 |                                                                 |                                                                                     |
| 通算勝敗                   | 998 | 1,312 | .432 |                                                                 |                                                                                     |
| プレイオフ                 | 40  | 61    | .396 |                                                                 |                                                                                     |

## 主な選手

### 保有するドラフト交渉権
グリズリーズは、NBA以外のリーグでプレーしている以下の未契約ドラフト指名選手の交渉権を保有している。ドラフトで指名された選手（海外出身の選手または大学選手で、ドラフトで指名したチームと契約していない選手）は、NBA以外のどのチームとでも契約することが認められており、この場合、そのチームは、その選手のNBA以外のチームとの契約が終了してから1年後まで、その選手のNBAでの交渉権を保持することになる。このリストには、他球団とのトレードで獲得した交渉権も含まれている。
| ドラフト | 巡目 | 指名順 | 選手                   | Pos. | 国籍                     | 現所属チーム                    | 注釈                                                                      | Ref    |
| -------- | ---- | ------ | ---------------------- | ---- | ------------------------ | ------------------------------- | ------------------------------------------------------------------------- | ------ |
| 2023     | 2    | 56     | タリク・ビベロヴィッチ | F    | ボスニア・ヘルツェゴビナ | フェネルバフチェ・ベコ (トルコ) |                                                                           | [ 12 ] |
| 2014     | 2    | 54     | ネマニャ・ダングビッチ | G/F  | セルビア                 | BCドバイ (ドバイ)               | フィラデルフィア・76ersから獲得（サンアントニオ、ブルックリンを経由して） | [ 13 ] |

### 殿堂入り
| メンフィス・グリズリーズの殿堂入り | メンフィス・グリズリーズの殿堂入り | メンフィス・グリズリーズの殿堂入り | メンフィス・グリズリーズの殿堂入り | メンフィス・グリズリーズの殿堂入り |
| 選手                               | 選手                               | 選手                               | 選手                               | 選手                               |
| No.                                | 名前                               | ポジション                         | 在籍期間                           | 殿堂入り年                         |
| ---------------------------------- | ---------------------------------- | ---------------------------------- | ---------------------------------- | ---------------------------------- |
| 3                                  | アレン・アイバーソン               | G                                  | 2009                               | 2016年                             |
| 16                                 | パウ・ガソル                       | PF/C                               | 2001-2008                          | 2023年                             |
| 3                                  | ヴィンス・カーター                 | SG/SF                              | 2014-2017                          | 2024年                             |
| 貢献者                             |                                    |                                    |                                    |                                    |
| 名前                               | 名前                               | ポジション                         | 在籍期間                           | 殿堂入り年                         |
| ヒュービー・ブラウン               | ヒュービー・ブラウン               | ヘッドコーチ                       | 2002-2005                          | 2005年                             |
| ジェリー・ウェスト                 | ジェリー・ウェスト                 | GM                                 | 2002-2007                          | 2024年                             |

### 永久欠番
グリズリーズは当初、トニー・アレンの背番号「9」を2022年1月28日に永久欠番授与式を行う予定だった。しかし、2021年11月にアレンの要請で式典は延期された。
2018-19シーズンのトレード期限中にマルク・ガソルをトレード放出した後、チームはガソルが着用していた背番号「33」を永久欠番にすることを発表。マイク・コンリーをトレード放出した後、チームはコンリーが着用していた背番号「11」を永久欠番にすることを発表した(式典日は未定)。
| メンフィス・グリズリーズ永久欠番 | メンフィス・グリズリーズ永久欠番 | メンフィス・グリズリーズ永久欠番 | メンフィス・グリズリーズ永久欠番 | メンフィス・グリズリーズ永久欠番 |
| No.                              | 名前                             | ポジション                       | 在籍期間                         | 式典日                           |
| -------------------------------- | -------------------------------- | -------------------------------- | -------------------------------- | -------------------------------- |
| 9                                | トニー・アレン                   | SG/SF                            | 2010–2017                        | 2025年3月15日                    |
| 33                               | マルク・ガソル                   | C                                | 2008-2019                        | 2024年4月6日                     |
| 50                               | ザック・ランドルフ               | PF                               | 2009-2017                        | 2021年12月11日                   |
|                                  | ドン・ポイアー                   | 専属アナウンサー                 | 1995-2005                        | 2005年4月20日                    |

### 年代別主要選手
太文字…殿堂入り選手 (C)…優勝時に在籍した選手 (M)…在籍時にMVPを獲得した選手 (50)…偉大な50人 (75)…偉大な75人
| 1990年代 - ブルー・エドワーズ (Blue Edwards) : 1995-1998 - グレッグ・アンソニー (Greg Anthony) : 1995-1997 - ブライアント・リーブス (Bryant Reeves) : 1995-2001 - エリック・マードック (Eric Murdock) : 1995-1996 - シャリーフ・アブドゥル＝ラヒーム (Shareef Abdur-Rahim) : 1996-2001 - ロイ・ロジャース (Roy Rogers) : 1996-1997 - リー・メイベリー (Lee Mayberry) : 1996-1998 - アントニオ・ダニエルズ (Antonio Daniels) : 1997-1998 - トニー・マッセンバーグ (Tony Massenburg) : 1997-1999, 2000-2002 - マイク・ビビー (Mike Bibby) : 1998-2001 - マイケル・ディッカーソン (Michael Dickerson) : 1999-2003 2000年代 (プレイオフ進出 : 3回) - ストロマイル・スウィフト (Stromile Swift) : 2000-2005, 2006-2008 - パウ・ガソル (Pau Gasol) : 2001-2008 - シェーン・バティエ (Shane Battier) : 2001-2006, 2011 - ジェイソン・ウィリアムス (Jason Williams) : 2001-2005, 2011 - ロレンゼン・ライト (Lorenzen Wright) : 2001-2006 - ドリュー・グッデン (Drew Gooden) : 2002-2003 - ゴーダン・ギリチェック (Gordan Giriček) : 2002-2003 - マイク・ミラー (Mike Miller) : 2003-2008, 2013-2014 - ジェームス・ポージー(James Posey) : 2003-2005 - ハキム・ウォリック (Hakim Warrick) : 2005-2009 - エディー・ジョーンズ (Eddie Jones) : 2005-2007 - チャッキー・アトキンス (Chucky Atkins) : 2006-2007 - ルディ・ゲイ (Rudy Gay) : 2006-2013 - カイル・ラウリー (Kyle Lowry) : 2006-2009 - マイク・コンリー (Mike Conley) : 2007-2019 - ダーコ・ミリチッチ (Darko Miličić) : 2007-2009 - フアン・カルロス・ナバーロ (Juan Carlos Navarro) : 2007-2008 - マルク・ガソル (Marc Gasol) : 2008-2019 - O・J・メイヨ (O. J. Mayo) : 2008-2012 - ザック・ランドルフ (Zach Randolph) : 2009-2017 | 2010年代 (プレイオフ進出 : 7回) - トニー・アレン (Tony Allen) : 2010-2017 - コートニー・リー (Courtney Lee) : 2014-2016 - ヴィンス・カーター (Vince Carter) : 2014-2017 - マリオ・チャルマーズ (Mario Chalmers) : 2015-2016, 2017-2018 - ディロン・ブルックス (Dillon Brooks) : 2017-2023 - タイリーク・エバンス (Tyreke Evans) : 2017-2018 - ジャレン・ジャクソン・ジュニア (Jaren Jackson Jr.) : 2018- - カイル・アンダーソン (Kyle Anderson) : 2018-2022 - 渡邊雄太 (Yuta Watanabe) : 2018-2020, 2024 - ヨナス・ヴァランチューナス (Jonas Valančiūnas) : 2019-2021 - ジャ・モラント (Ja Morant) : 2019- - ブランドン・クラーク (Brandon Clarke) : 2019- - ディアンソニー・メルトン (De'Anthony Melton) : 2019-2022 - タイアス・ジョーンズ (Tyus Jones) : 2019-2023 2020年代 (プレイオフ進出 : 3回) - デズモンド・ベイン (Desmond Bane) : 2020-2025 - スティーブン・アダムズ (Steven Adams) : 2021-2024 - ルーク・ケナード (Luke Kennard) : 2023- - マーカス・スマート (Marcus Smart) : 2023-2025 - スコッティ・ピッペン・ジュニア (Scotty Pippen Jr.) : 2024- - ザック・イディー (Zach Edey) : 2024- - ジェイレン・ウェルズ (Jaylen Wells) : 2024- - ケンテイビアス・コールドウェル＝ポープ (Kentavious Caldwell-Pope) : 2025- |

## コーチ、その他

### 歴代ヘッドコーチ
- ブライアン・ウィンターズ (Brian Winters) (1995-96/1996-97)
- ステュ・ジャクソン (Stu Jackson) (1996-97)
- ブライアン・ヒル (Brian Hill) (1997-98/1999-00)
- ライオネル・ホリンズ (Lionel Hollins) (1999-00/2009-2013)
- シドニー・ロウ (Sidney Lowe) (2000-01/2002-03)
- ヒュービー・ブラウン (Hubie Brown) (2002-03/2004-05)
- マイク・フラテロ (Mike Fratello) (2004-05/2006-07)
- トニー・バローネ (Tony Barone Sr.) (2006-07)
- マーク・アイバローニ (Marc Iavaroni)(2007-09)
- デビッド・イェイガー (David Joerger)(2013-16)
- デビッド・フィズデイル (David Fizdale) (2016-17)
- J・B・ビッカースタッフ (J. B. Bickerstaff)(2017-19)
- テイラー・ジェンキンス (Taylor Jenkins)(2019- )

## チーム記録
メンフィス・グリズリーズのチーム記録